# 카나리 워프

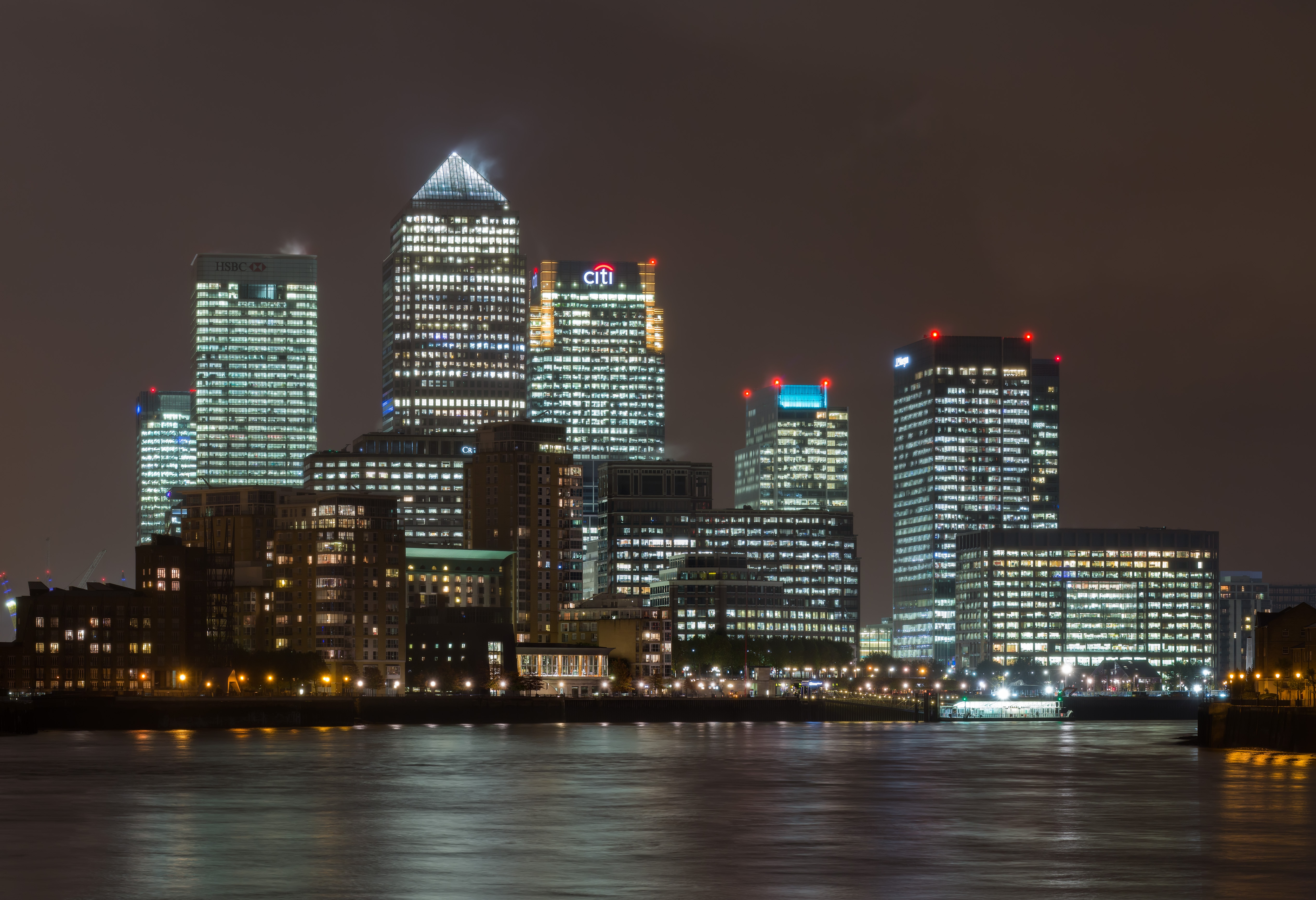
카나리 워프의 스카이라인.

카나리 워프(Canary Wharf)는 영국 런던 템즈강 도크랜즈에 위치한 신도시이다. 현재 영국의 초고층 건물의 대다수가 이곳에 위치해 있으며 런던 금융의 중심지 역할을 하고 있다. 지명은 개를 의미하는 라틴어 canis에서 따왔다.

## 같이 보기
- 영국의 마천루 목록